# Norman Levinson
Norman Levinson (Lynn, 11 de agosto de 1912 — Boston, 10 de outubro de 1975) foi um matemático estadunidense.

## Vida
Algumas de suas principais contribuições foram no estudo das transformadas de Fourier, análise complexa, equações diferenciais não lineares, teoria dos números e processamento de sinais. Ele trabalhou em estreita colaboração com Norbert Wiener no início de sua carreira. Ingressou no corpo docente do Massachusetts Institute of Technology em 1937. Em 1954, recebeu o Prêmio Memorial Bôcher da American Mathematical Society e em 1971 o Prêmio Chauvenet (depois de ganhar em 1970 o Prêmio Lester R. Ford) da Mathematical Association of America por seu artigo Uma Conta Motivada de uma Prova Elementar do Teorema dos Números Primos. Em 1974, ele publicou um artigo provando que mais de um terço dos zeros da função zeta de Riemann estavam na linha crítica, um resultado posteriormente aprimorado para dois quintos por Conrey.
Ele recebeu seu diploma de bacharel e mestrado em engenharia elétrica do MIT em 1934, onde estudou com Norbert Wiener e fez quase todos os cursos de graduação em matemática. Ele recebeu o MIT Redfield Proctor Traveling Fellowship para estudar na Universidade de Cambridge, com a garantia de que o MIT o recompensaria com um doutorado. após seu retorno, independentemente do que ele produziu em Cambridge. Nos primeiros quatro meses em Cambridge, ele já havia produzido dois artigos. Em 1935, o MIT concedeu-lhe o Ph.D. Na matemática.
Sua morte em 1975 foi causada por um tumor cerebral. Ele era casado desde 1938; sua viúva Zípora morreu aos 93 anos em 2009, deixando duas filhas e quatro netos. Os alunos de doutorado de Norman Levinson incluem Raymond Redheffer e Harold Shapiro. 

## Publicações
- Levinson, Norman (1940), Gap and density theorems (AMS Colloquium Publications vol. 26), ISBN 0-8218-1026-X, New York: Amer. Math. Soc.[2]
- Coddington, Earl A.; Levinson, Norman (1955), Theory of ordinary differential equations, ISBN 978-0-89874-755-3, McGraw-Hill Book Company, Inc., New York-Toronto-London, MR 0069338[3]
- Levinson, Norman (1998),  Nohel, John A.; Sattinger, David H., eds., Selected papers of Norman Levinson. Vol. 1, ISBN 978-0-8176-3862-7, Contemporary Mathematicians, Boston, MA: Birkhäuser Boston, MR 1491093
- Levinson, Norman (1998),  Nohel, John A.; Sattinger, David H., eds., Selected papers of Norman Levinson. Vol. 2, ISBN 978-0-8176-3979-2, Contemporary Mathematicians, Boston, MA: Birkhäuser Boston, MR 1491093